# Ernestina Zamorano
Ernestina Zamorano (Tacna, 1874 - Lima, 23 de abril de 1964), fue una actriz peruana conocida por su voz gruesa y por interpretar papeles tanto masculinos como femeninos en la escena teatral limeña, desde principios del siglo XX hasta la década de 1940. Uno de sus roles más conocidos fue interpretando a Ña Catita. También participó en algunas de las primeras películas sonoras estrenadas en el Perú.

## Biografía
Ernestina, fue hija de la actriz Carlota Zamorano y de Guillermo Zamorano, dueño de un circo. Debido al gusto de su familia por el arte, empezó a sentirse atraída desde muy joven por las artes escénicas y decidió seguir una carrera actoral. En aquella época, el teatro popular estaba dirigido a un público limeño interesado principalmente en las piezas cómicas y en el entretenimiento: los espectadores visitaban los teatros en búsqueda de diversión.
El magnetismo de los actores y actrices era el elemento central de la producción teatral durante las primeras décadas del siglo XX. Fue en ese contexto, en 1905, que Ernestina empezó a destacar como una de las primeras actrices y artistas cómicas peruanas. El surgimiento y consolidación de esta carrera profesional en el Perú proviene de la troupe actoral de carácter popular que cultivó el sainete y el género chico con gran protagonismo y visibilidad en el teatro peruano durante los primeros cuarenta años del siglo.
Para 1908, Ernestina ya se había ubicado como actriz de tipo “característica” en la compañía Ureta y habría de convertirse en la gran actriz peruana cómica de ese periodo. El papel que llevó a la fama a Ernestina fue el de Ña Catita, una obra satírica escrita por Manuel Ascencio Segura. En 1916, esta obra se repuso en el teatro Colón y su actuación fue destacada por la prensa de la época.
De 1932 a 1935, un grupo de actores peruanos, entre los que se encontraba Ernestina, reunidos bajo el nombre de Compañía Nacional Carlos Revolledo, realizó una larga e ininterrumpida temporada con funciones de comedias, operetas y zarzuelas en el Teatro Campoamor, situado en el Jirón de la Unión, en Lima. La compañía, en actividad hasta 1940, recorrió la costa peruana y llegó a presentarse incluso en Chile, Bolivia y Argentina.
Ernestina se casó con Aurelio Ureta, con quien tuvo 9 hijos. Una de ellas es Carlota Ureta Zamorano, quien también siguió la carrera actoral. Ernestina continuó ejerciendo su vocación hasta 1940, aproximadamente, y falleció el 23 de abril de 1954. Sus descendientes la recuerdan con esta frase que solía mencionar: "Yo nací para actuar porque la vida es una actuación".

## Legado y homenajes
El 7 de diciembre de 1934 Ernestina Zamorano recibió un homenaje en el teatro Campoamor. Además, el 22 de junio de 1935, en el Teatro Municipal de Lima, se llevó a cabo otro homenaje por sus 50 años de trayectoria.
Actualmente existe un jirón que lleva su nombre en el Cercado de Lima. Los alrededores del Jr. Ernestina Zamorano como, por ejemplo, la calle Pedro Ureta o el Jr. Carlos Revolledo hacen referencia a otros actores cómicos que fueron sus contemporáneos.

## Filmografía
Participó como actriz en la época de las primeras películas peruanas sonoras. Por ejemplo, en los filmes Cosas de la vida, de los directores César Solari y Roberto Ch. Derteano en 1934 y El niño de la puna, del director Carlos Artieda, en 1938.

## Obras teatrales
Fue parte del elenco de numerosas obras teatrales. Entre ellas, destaca Don Leocadio, de 1904, escrita por Felipe Pardo y Aliaga. También se documenta su participación en Ña Catita de 1916  y en Lima de mis abuelos de 1923, ambas en el teatro Colón.